# Taylor Fry
Taylor Fry (San Mateo, 1º agosto 1981) è un'attrice statunitense, nota per aver interpretato il ruolo di Lavinia nel film La piccola principessa del 1995.

## Filmografia

### Cinema
- Trappola di cristallo (Die Hard), regia di John McTiernan (1988)
- Genitori cercasi (North), regia di Rob Reiner (1994)
- La piccola principessa (A Little Princess), regia di Alfonso Cuaròn (1995)

### Televisione
- Infermiere a Los Angeles (Nightingales) - serie TV (1989)
- Kirk – serie TV, 31 episodi (1995-1996)